# Lew Czorny
Lew Czorny, ros. Лев Чёрный, właśc. Paweł Dmitrijewicz Turczaninow, ros. Па́вел Дми́триевич Турчани́нов (ur. 16 lutego/19 lutego 1878 w Woroneż, zm. 21 września 1921 w Moskwie) – rosyjski myśliciel i działacz anarchoindywidualistyczny, a także poeta oraz czołowa postać lewicowych ruchów antybolszewickich podczas rewolucji październikowej.    

## Życiorys
Kształcił się w gimnazjach w Czernihowie, Orle i Rosławiu. Po ukończeniu szkoły w lipcu 1899 wstąpił na wydział medyczny Uniwersytetu Moskiewskiego. 23 lutego 1901 został jednak aresztowany za udział w zamieszkach studenckich, wydalony z uczelni i wywieziony z Moskwy do Rosławia, gdzie miał przebywać pod nadzorem policji przez 3 lata. Po powrocie do Moskwy stworzył federację anarchistycznych stowarzyszeń, po czym został ponownie aresztowany i zesłany na 4 lata do Kraju Turuchańskiego, skąd dwukrotnie uciekał. W 1907 opublikował książkę Nowy kierunek anarchizmu: anarchizm stowarzyszeniowy, w której zawarł podstawy swoich poglądów społeczno-politycznych.   
W latach 1910–1913 przebywał w Paryżu, a następnie powrócił do Rosji, po czym po raz kolejny został aresztowany i zesłany na Syberię. Po zwolnieniu w 1917 wyjechał do Moskwy, gdzie cieszył się dużą popularnością wśród robotników jako wykładowca. Był także sekretarzem Moskiewskiej Federacji Grup Anarchistycznych, która powstała w marcu 1917.  
W 1918, ze względu wzmożone represje ze strony władz bolszewickich, grupy anarchistyczne wchodzące w skład Moskiewskiej Federacji Grup Anarchistycznych utworzyły zbrojne oddziały samoobrony - Czarną Gwardię. Lew Czorny był aktywnym uczestnikiem tych działań.   
W 1919 Lew Czorny dołączył do grupy o nazwie Podziemni Anarchiści, która opublikowała die gazety, które potępiły komunistyczną dyktaturę jako najgorszą tyranię w historii ludzkości. 25 września 1919 grupa Lewicowych eserowców i członków Podziemnych Anarchistów obrzuciło bombami główną siedzibę moskiewskiego Komitetu Partii Komunistycznej w proteście przeciw rosnącym represjom. Atak miał miejsce w czasie obrad i zabitych zostało wówczas dwunastu komunistów, a czterdziestu pięciu zostało rannych, w tym Nikołaj Bucharin, redaktor bolszewickiej Prawdy.  
W sierpniu 1921 gazeta Izwiestija opublikowała oficjalny raport, w którym ogłoszono, że dziesięciu "anarchistycznych bandytów" rozstrzelano bez przesłuchania i rozprawy sądowej. Wśród zabitych był Lew Czorny. Chociaż nie brał on udziału w bombardowaniu siedziby moskiewskiego KPK, to z racji swoich związków z Podziemnymi Anarchistami stał się potencjalnym kandydatem do procesu pokazowego. Komuniści odmówili przekazania jego ciała rodzinie, co dało podejrzenia, że Lew Czorny w rzeczywistości zmarł w wyniku tortur.  

## Poglądy
Lew Czorny uważał, w duchu nietzscheańskim, że wśród rosyjskiej burżuazji nastąpiło przewartościowanie wartości. Odrzucał również możliwość istnienia woluntarystycznych komun proponowanych przez Piotra Kropotkina, ponieważ uważał je jako potencjalne zagrożenie dla wolności jednostki. Sam proponował tworzenie "wolnych stowarzyszeń niezależnych jednostek", co opisał w swojej publikacji Nowy kierunek anarchizmu: anarchizm stowarzyszeniowy.
Według badaczy myśli anarchistycznej, w tym Paula Avricha i Allana Antliffa, na poglądy Lwa Czornego duży wpływ miały dzieła Maxa Stirnera oraz Benjamina Tuckera.